# Музей Варшавского гетто
Музей Варшавского гетто — исторический музей в Варшаве. Находится в процессе организации.
Музей будет располагаться в историческом комплексе бывшей Детской Больницы Берсонов и Бауманов на ул. Слиской 51/Сенной 60 в Варшаве. Открытие музея запланировано на 4-й квартал 2025 года.
Директором музея с 2018 года является Альберт Станковский. Заместительница директора по научным вопросам и выставкам — Ханна Врублевская, заместительница по организационным и экономическим вопросам — Иоанна Дуделевич.
Миссия музея — рассказывать о повседневной жизни, стратегии выживания, борьбе и уничтожении евреев-узников гетто в Варшаве и других городах на территории оккупированной Польши.
Команда музея работает над созданием постоянной экспозиции в отремонтированном здании бывшей Больницы Берсонов и Бауманов, а также коллекционирует архивалии, артефакты и свидетельства выживших в Холокосте. При подготовке коллекции музей опирается на достижения, опыт и коллекции польских и зарубежных организаций, которые занимаются темой гетто.
Согласно статусу Музея, его главные задания — это, в числе прочего, сохранение культурного наследия евреев-узников Варшавского гетто, культурная, научная, образовательная и популяризаторская деятельность, связанная с историей Варшавского гетто и других гетто на территории оккупированной Польши; выдвижение инициатив и поддержка общественных инициатив, а также негосударственных организаций, которые работают над сохранением памяти об истории Варшавского гетто.

## История
Идею создать Музей Варшавского гетто впервые выдвинул участник Восстания в Варшавском гетто Зигмунт Ниссенбаум. В конце 1980-х он обратился к председателю Союза борцов за свободу и демократию Генрику Яблонскому с просьбой доверить Фонду им. Семьи Ниссенбаумов строительство Музея Варшавского гетто на территории бывшего перевалочного пункта, т. н. Умшлагплац. Однако работы тогда не начались.
Решение об основании Музея Варшавского гетто огласил 14 ноября 2017 года министр культуры и национального наследия Польши Петр Глиньский. Официальный документ об открытии музея был подписан 28 февраля 2018 года. 7 марта 2018 года в Канцелярии председателя Совета министров в связи с учреждением новой организации состоялась пресс-конференция, в которой приняли участие премьер-министр Польши Матеуш Моравецкий и министр культуры и национального наследия Петр Глиньский.
В октябре 2018 года самоуправление Мазовецкого воеводства на 30 лет передало в депозит МВГ комплекс зданий Детской больницы Берсонов и Бауманов. Оба здания комплекса — главный и южный павильоны — в 2018 году вошли в список достопримечательностей Мазовецкого воеводского реставратора памятников архитектуры. Постоянная экспозиция музея будет находиться в главном здании бывшей больницы, а в двухэтажном южном павильоне, где ранее располагалось офтальмологическое отделение, будет Отдел образования Музея Варшавского гетто.
В ноябре 2020 года, в 80-ю годовщину закрытия границ Варшавского гетто, самоуправление Мазовецкого воеводства продало здание музея за 22,7 млн злотых (средства выделило Министерство культуры и национального наследия).
В 2020 году Институт национальной памяти выразил согласие на передачу в депозит МВГ экземпляра Рапорта Штропа.
Первое заседание состоящего из 15 человек международного Совета Музея Варшавского гетто состоялось 10 сентября 2019 года. Председателем Совета был назначен Главный раввин Польши Михаэль Шудрих. В июне 2021 года его сменила Колет Авиталь — выжившая в Холокосте, председательница Центра организации выживших в Холокосте в Израиле, израильский политик и дипломат.

## Визуальная идентификация
Концепцию визуальной идентификации Музея Варшавского гетто выбрали по итогам международного конкурса, который музей проводил совместно с Союзом графических дизайнеров. Конкурс объявили в сентябре 2019 года. В первом этапе на конкурс поступило 216 заявок, из которых жюри выбрали шесть. Победителями стали дизайнеры из литовской студии DADADA.

## Постоянная экспозиция
Работа над концепцией постоянной экспозиции началась в 2019 году под руководством израильского историка, профессора Еврейского университета Даниэля Блатмана. Команда учёных Музея подготовила документы, содержащие первую концепцию выставки. Команда разработала три ключевых критерия, определяющих историческую наррацию музея:
- презентация широкой перспективы еврейской жизни в Польше во время немецкой оккупации;
- история Варшавского гетто, рассказанная на фоне истории оккупированной Варшавы;
- универсальное послание, согласно которому трагедия Холокоста и геноцид евреев Варшаве становятся отправной точкой для рассказа о судьбе других жертв нацистских преследований, а также для передачи таких гуманистических ценностей, как толерантность, сочувствие к меньшинствам и диалог между различными религиозными, этническими и национальными группами.

В 2022 году в коллекции Музея Варшавского гетто находилось 5125 артефактов.

### Главные артефакты в коллекции МВГ
1. Ханукия — монументальный бронзовый светильник синагогального типа, датированный XIX веком. На основании светильника изображены львы. Куплен на аукционе Sotheby’s в декабре 2022 года[16].
2. Бокал для кидуша, принадлежавший Кельману Шапиро, одному из рабочих мастерской («шопа») Шульца. Шапиро получил его в дар от одного из последователей своего отца, раввина Елимелеха Шапиро из города Гродзиск-Мазовецкий[17].
3. Мегилат Эстер — довоенный чехол для мегилы, выполненный из серебра в варшавской мастерской Израэля Шекмана, которую закрыли в 1939 году. В центральной части находится надпись на иврите. Объект представляет исключительную историческую ценность, поскольку представляет собой свидетельство религиозной жизни в Варшавском гетто.
4. Рапорт Штропа.
5. Фотографии горящего гетто — 11 фотографий горящего гетто, сделанные с «арийской» стороны Варшавы. Снимки сделал 2 мая 1943 года Рышард Юргелевич. Коллекцию фотографий музей получил в дар от внука автора снимков, Рышарда Сикорского, в ноябре 2022 года.
6. Каталка для перевозки тел — датируется 30-ми годами XX века, профессионально отреставрированная. После войны каталку обнаружил и выкупил Пикус Шеницер, многолетний смотритель еврейского кладбища в Варшаве. Позже каталка перешла в собственность его сына, Болеслава Шеницера (1952 —), основателя Фонда еврейского кладбища «Генся» в Варшаве. Музей Варшавского гетто выкупил 50 % прав собственности у Фонда семьи Ниссенбаумов; ещё 10 % Фонд передал МВГ в дар.
7. Хенрик Хехткопф, «Руины» — коллекция из 76 рисунков, которую МВГ получил в дар от Рахель Поставски в 2019 году. В коллекцию входят 22 рисунка руин Варшавского гетто, нарисованных с натуры, датируемых 1946—1947 г. На остальных рисунках изображены сценки из обычной жизни в гетто, а также в послевоенной Варшаве: на них можно увидеть маленьких контрабандистов, а также представителей еврейской диаспоры — детей, рабочих, репатриантов.
8. Эрна Розенштейн, «Голгофа», 1968, акрил, холст — работа представляет исключительный интерес не только в контексте творчества Эрны Розенштейн, но и для польского послевоенного искусства в целом. Полотно представляет собой размышление о трудной истории в частном, общественном и политическом контексте. Картина будет одним из ключевых элементов коллекции и постоянной экспозиции Музея Варшавского гетто[18].
9. Густав Мецгер, "Исторические фотографии, № 1: ликвидация Варшавского гетто, 19 — 28 апреля, 1943, 1995/2022 — цикл исторических фотографий, выполненных на основе увеличенных кадров, которые были определённым способом скрыты или спрятаны таким образом, чтобы зритель не мог сразу увидеть полную картину. Для музея этот цикл представляет особый интерес, поскольку контекстуализирует фотографии из оригинального Рапорта Штропа, а также другие фотографии из гетто.
10. Марьян С. Марьян, Без названия, 1969, акрил, холст.
11. Цейя Стойка, «SS, Аушвиц», 2002, акрил на картоне.
12. Харун Фароки, Respite, 2007, фильм — фильм на основе материала, отснятого в нацистском транзитном лагере Вестерборк в Голландии узником Рудольфом Бреслауером по приказу коменданта лагеря. Заново смонтированные и снабжённые комментариями оригинальные кадры демонстрируют, насколько иллюзорна действительность этого якобы документального фильма, который на самом деле представляет собой пропагандистский материал. Автор записей старательно привносит в фильм элементы страшной реальности, которые хорошо заметны режиссёру и сегодняшним зрителям. Картина войдёт в состав коллекции работ современных художников, которые будут частью постоянной экспозиции музея.

## Временные выставки
Одновременно с интенсивной работой над постоянной экспозицией музей устраивает временные выставки, доступные как в городском пространстве Варшавы, так и в интернете. К настоящему времени музей организовал следующие выставки:

### Выставки под открытым небом
1. «Свидетель истории. Больница Берсонов и Бауманов» (23.07.2018 — 15.01.2019). Первая выставка МВГ под открытым небом была посвящена истории Детской больницы Берсонов и Бауманов, где в будущем будет расположен музей. Выставка состояла из двадцати информационных таблиц, размещённых на заборе здания на улице Слиской 51/Сенной 60. Куратор: Эва Тоняк.[19]
2. «Упорные, непоколебимые… Натан Рапопорт и Памятник Героям Гетто» (18.04.2019 — 30.10.2019). Выставка, посвященная Натану Рапопорту, автору Памятника Героям гетто. Экспозиция состояла из фотографических материалов, изображающих скульптора и его работы. Выставка была установлена у Памятника Героям Гетто в Варшаве. Куратор: Магдалена Тарновская.[20]
3. «Открытки из нашей местности… История улиц Сенной и Слиской» (15.05.2019 — 10.01.2020). Экспозиция, размещённая на ограждении Больницы Берсонов и Бауманов, рассказывала о том, как на протяжении трёх веков изменялась часть Варшавы, которая ещё в XVII веке была городским предместьем. Материалы выставки были подготовлены на основе данных из разных польских и заграничных архивов. Куратор: Магдалена Тарновская.[21]
4. «Три облика Варшавы» (8.09.2019 — 15.11.2019). Выставка, проходившая на Гжибовской площади, представляла три облика Варшавы: до, во время и после войны. Куратор: Магдалена Пецик.[22]
5. «Каждый третий среди нас» (15.04.2020 — 31.12.2021). Выставка об истории Варшавского гетто. Из-за пандемии Sars-Covid-19 открытие выставки состоялось онлайн, и лишь к 22 июля 2020 года её перенесли на Гжибовскую площадь. Выставка была приурочена к 77-й годовщине Восстания в Варшавском гетто и 80-й годовщине закрытия границ гетто, которая пришлась на 16 ноября. Куратор: Рафал Косевский.[23]
6. «Город живых/Город мёртвых» (16.11.2021 — 31.12.2022) — фотопроект Роберта Вилчиньского, в котором архивные фотографии Варшавского гетто сочетаются с фотографиями современной Варшавы. Фотографии сопровождаются текстами из источников, в которых задокументированы жизнь и смерть узников гетто. Таблички с фотографиями находились на ограждении Больницы Берсонов и Бауманов.[23]
7. «Обычные/Необычные врачи Варшавского гетто» (4.04.2022 — 15.07.2022). Выставка рассказывала о врачах Анне Брауде-Хеллер и Францишеке Рашее. В апреле 2022 года в Костеле Всех Святых также проходила выставка артефактов, связанных с профессиональной деятельностью Францишека Рашеи — среди экспонатов была признанная ему посмертно медаль Праведника народов мира. Куратор: Павел Фреус.[24]
8. «Среди тысяч…» (21.07.2022 — 31.12.2022). Выставка, посвящённая жертвам акции ликвидации Варшавского гетто, рассказывала о некоторых из них. Выставка открылась на Гжибовской площади в день 80-летия начала акции. Куратор: Халина Постек.[25]

### Виртуальные выставки
1. «Логотип для музея» (14.07.2020 — 31.12.2020). На выставке были представлены работы, принимавшие участие в конкурсе на логотип Музея. Изначально выставка должна была проходить в Государственном этнографическом музее, но из-за пандемии её пришлось провести в виртуальном пространстве. Куратор: Томаш Калиньский.[26]
2. «Люди, места, события — Мастерская Абрама Остшеги». Первая выставка из цикла рассказывала о еврейских художниках, связанных с функционировавшей в Варшавском гетто мастерской Абрама Остшеги. Куратор: Магдалена Пецик.
3. «Люди, места, события — Больница Берсонов и Бауманов» (16.11.2021). Вторая выставка из цикла «Люди, места, события» посвящена Больнице им. Берсонов и Бауманов, а также врачам, которые там работали. Презентация выставки состоялась в 81-ю годовщину закрытия границ гетто. Куратор: Иоанна Баконь.[27]

## Научная деятельность
Музей Варшавского гетто организует конференции и научные семинары, археологические работы и др.
Первая организованная музеем (совместно с Польским Обществом еврейского образования, Еврейским историческим институтом им. Эмануэля Рингельблюма, Еврейской сетью памяти и солидарности, а также Touro College в Берлине) научная конференция состоялась 18-19 ноября 2019 года. Конференция «Начало нацистской оккупации. Постоянство и изменения в польской и еврейской жизни 1939—1941» стала частью программы, созданной в память о 80-й годовщине начала Второй мировой войны.
В конце июля — начале августа 2021 года по приглашению музея в Варшаву приехала группа исследователей под руководством профессора Ричарда Фреунда из Университета Кристофера Ньюпорта в Виргинии (США). Вместе с археологом Яцеком Коником из МВГ ученые провели геофизические исследования в местах, связанных с историей Варшавского гетто. В октябре 2021 года музей вместе с Академией им. Александра Гейштора в Пултуске провело археологические исследования у северной границы Сада Красиньских, на западной стороне довоенной оси улицы Выловой. Во время раскопок было надено более тысячи объектов.
Летом 2022 года Музей Варшавского гетто совместно с Университетом Кристофера Ньюпорта и Академией им. Александра Гейштора в Пултуске начали раскопки и археологические исследования в варшавском районе Муранов, на территории бывшего Варшавского гетто. Раскопки проводились в квартале улиц Милой — Дюбуа — Низкой — Кармелицкой, в районе Бункера Анелевича. Во время раскопок было обнаружено около трех тысяч артефактов, в том числе многочисленные предметы ежедневного пользования, а также предметы религиозного культа — например, фрагменты еврейских молитвенников или тфилин.
В сентябре 2022 года Музей Варшавского гетто с партнёрами — Еврейским историческим институтом и Государственным музеем в Майданеке — организовал международную научную конференцию «Операция Рейнхардт (1942—1943) 80 лет спустя». Конференция была одним из событий, включенных в программу, посвященную 80-летней годовщине операции «Рейнхардт», которую нацистская Германия в 1942—1943 гг. проводила на территории Генерал-губернаторства и Округа Белосток.
В сентябре 2022 года также состоялась VIII Всепольская научная конференция Польского общества еврейского образования «Евреи и иудаизм в современных польских исследованиях». Музей Варшавского гетто был одним из ее организаторов.
Кроме того, музей организует научные семинары на тему Холокоста и его восприятия в музейной среде, а также вебинары о Холокосте.

## Образовательная деятельность
Музей проводит образовательные мероприятия для школьников и для взрослых: школьные лекции и мастер-классы, семинары, конференции, прогулки по Варшаве и образовательные прогулки.
Сотрудники музея ведут уроки в школах, рассказывая о религии, традициях и культуре польских евреев, а также о Варшавском гетто и жизни в нем. В 2018—2020 гг. музей провел в общей сложности 164 урока в Варшаве и Мазовецком воеводстве. Музей также регулярно организует уроки в школах, которые находятся на территории бывшего Варшавского гетто.
Весной 2019 года музей начал проводить регулярные экскурсии по Варшаве, посвященные истории и функционированию Варшавского гетто. Экскурсии проводятся на польском, английском и немецком языках. В апреле 2022 года музей также начал организовать экскурсии по Варшаве для беженцев из Украины.
Отдел образования проводит занятия для учителей и просветителей в форме конференций, выездных семинаров и мастер-классов. Серия встреч с учителями и педагогами началась в 2019 году с конференции «Вокруг Варшавского гетто и других гетто в оккупированной Польше» (29-31.03.2019). Кроме того, музей проводит выездные семинары: «Варшавское гетто — Треблинка — Майданек» (25-27.10.2019), «Хелмно-над-Нерем и Лодзь» (9-10.2021), «По следам операции Рейнхардт — Люблин, Травники, Понятова» (26-27.03.2022) и «HASAG — немецкий лагерь принудительных работ» — (1-2.10.2022).
Благодаря сотрудничеству с Фондом Польского подпольного государства в 2019 году музей разработал путеводитель по истории варшавских евреев. Путеводитель в форме образовательной игры был опубликован на сайте музея.
Сотрудничество со Всемирным союзом воинов Армии Крайовой вылилось в серию интервью с выжившими в Холокосте, бывшими харцерами из «Серых шененг», участниками конспирации, а также семьями Праведников мира. Ещё один проект Отдела образования назывался «Образ еврейского общества в глазах соседей». На этот раз воспоминаниями поделились жители Варшавы, Лодзи, Вильнюса, Новогрудка, Освенцима, Минска-Мазовецкого, Тыкоцина и Ближина. Они рассказали о своих еврейских соседях и о своей общей — и с определённого момента раздельной — истории.
В 2020 году МВГ реализовал кинопроект «Гетто в литературе», изображающей гетто с трёх перспектив: жертвы, палача и свидетеля. Проект состоит из художественных интерпретаций четырёх публикаций: «Опередить Господа Бога» Ханны Кралль, «Беседы с палачом» Казимежа Мочарского, «Campo di Fiori» Чеслава Милоша и «Воспоминания. Моя версия» Вацлава Изаака Конблюма. Музей также организовал проект для школ, которые находятся на территории бывшего Варшавского гетто. Его девиз звучит: «Какое значение для нашего будущего имеет или может иметь то, что мы живём около мест их смерти?» (Я. М. Рымкевич). В рамках этого проекта совместно с XVII Общеобразовательным лицеем им. А. Фрыча-Моджевского был снят фильм «Открытие тишины».
В ноябре 2022 года Образовательный отдел музея вместе с факультетом социальных наук Университета социальной психологии и гуманитарных наук организовал вебинар «Вокруг травмы Холокоста», посвящённый вопросам травмы в широком значении этого слова. В семинаре приняли участие исследователи из Польши, Украины и Израиля.
Образовательный отдел МВГ также занимается созданием городских и образовательных игр, тематика которых связана с историей Варшавского гетто. Отдел также создаёт образовательные материалы для учителей и просветителей.

## Публикации
Музей ведёт издательнскую деятельность. К началу 2023 году были изданы следующие публикации:
- Węgrzynek H., Zieliński K., Szpital Bersohnów i Baumanów, Варшава 2019 — альбом об истории Больницы Берсонов и Бауманов.
- Kornblum W. I., Wspomnienia. Moja wersja, Варшава 2019[46]- «Воспоминания. Моя версия»: воспоминания Вацлава Корнблюма, рожденного в 1926 году еврея, который был узником Варшавского гетто.
- Walewski R., Jurek, Варшава 2020; — «Юрек»: воспоминания Рышарда Валевского о своём ближайшем друге, Ежи Плонском, участнике Восстания в Варшавском гетто. Книга, написанная в 1976 году, до этого публиковалась исключительно на иврите.
- Erlich B., Żydowskie dziecko Warszawy, Варшава 2021; — «Еврейское дитя Варшавы»: воспоминания Бронислава Эрлиха, варшавского еврея, который в начале оккупации смог покинуть Варшаву.
- Getto warszawskie w literaturze polskiej. Antologia, wybór i opracowanie Sławomir Buryła, Варшава 2021. — «Варшавское гетто в польской литературе. Антология»: литературные тексты, в которых упоминается Варшавское гетто, выбранные профессором Славомиром Бурылой.
- Głowiński T., Lahnstaedt S., Międykowski W., Tak, jak gdyby nas nigdy nie było, Варшава 2021;
- Zbieramy, budujemy, pamiętamy. Muzeum Getta Warszawskiego, Варшава 2021;
- «Wolność! Zwróćcie nam naszą!» Eseje historyczne o getcie warszawskim, red. M. Grądzka-Rejak, K. Zieliński, Варшава 2022;
- «W roku trzyǳiestym ǳiewiątym poszedłem inną drogą…» Eseje historyczne o getcie warszawskim, red. M. Grądzka-Rejak, K. Zieliński, Варшава 2022;

При сотрудничестве с Музеем Варшавского гетто вышли следующие публикации:
- Małkowska-Bieniek E., Bohaterki drugiego planu. Buchholtz, Auerbach oraz Berman, Oficyna CM, 2022
- Krempa A., Sztetl Mielec. Z historii mieleckich Żydów, Samorządowe Centrum Kultury w Mielcu, Muzeum Getta Warszawskiego, 2022

## Деятельность по увековечиванию памяти жертв Холокоста
Одна из целей музея — увековечить жертв военного террора, в том числе с помощью проведения мероприятий, напоминающих о жертвах Холокоста на территории оккупированной нацистами Польши.
Музей принимал участие в организации мероприятий в память о 77-й, 78-й и 79-й годовщинах Восстания в Варшавском гетто, а также был организатором церемонии в честь 80-й, 81-й и 82-й годовщин закрытия границ Варшавского гетто 16 ноября. По случаю церемонии, связанной с 82-й годовщиной закрытия границ гетто, на сохранившемся фрагменте стены гетто на ул. Злотой, 62 была открыта новая мемориальная доска с картой гетто на момент 16 ноября 1940 года.
Музей Варшавского гетто был одним из организаторов Марша Памяти, который организовал Еврейский исторический институт им. Эмануэля Рингельблюма в память о жертвах ликцидационной акции «Grossaktion».
Кроме того, музей помогал организовать Х и XI Дни памяти жертв Холокоста в Лодзи: представители музея принимали активное участие в организации мастер-классов для школьников и участвовали в дискуссии о преподавании истории Холокоста в школах.
В 2019 году по инициативе специалистов из Музея Варшавского гетто в реестр памятников архитектуры столичного города Варашвы вошел забор здания на ул. Ставки 5/7 со стороны улицы Низкой.
МВГ принимал участие в консультациях со Столичным реставратором памятников архитектуры и Воеводским реставратором памятников архитектуры, обращая их внимание на имеющие историческое значение локации на территории бывшего Варшавского гетто и готовя отчёты о текущем состоянии зданий, расположенных в бывшем гетто. 6 октября 2021 года территория бывшего Варшавского гетто вошла в реестр памятников архитектуры гмины Варшава.
В 2022 году музей принимал участие в разработке программы мероприятий к 80-летию нацистской акции «Рейнхард». В программу вошли конференции и научные семинары, выставки на открытом воздухе и встречи для школьников. Режиссёр Михал Шиманович снял документальный фильм «Акция Рейнхард», премьера которого состоялась в апреле 2022 года, в День памяти геноцида евреев в Люблине. Кроме того, музей организовал концерт «Будто нас никогда и не было», посвящённый памяти жертв Холокоста на территории Генерал-губернаторства и Округа Белосток, а также издал одноименный фотоальбом с информацией о генезе и последствиях акции «Рейнхард». В июле 2022 года по инициативе музея и бургомистра города Юзефув-Билгорайский в городе был открыт памятник Ежи Калины «Мацева памяти», посвящённый памяти жертв нацистской акции.
В оетябре 2022 года музей выступил с инициативой сбора подписей под предложением назвать место пересечения улиц ген. Андерса и Ставки в честь Еврейского воинского союза.

## Сотрудничество
Музей Варшавского гетто сотрудничает со многими музеями, научно-исследовательскими институтами и еврейскими организациями. Среди партнёров музея: Институт национальной памяти, Еврейский исторический институт им. Эмануэля Рингельблюма, Государственный музей Майданек, Музей Варшавского восстания, Музей истории польских евреев «ПОЛИН», Общественно-культурное общество евреев в Польше, Институт археологии и этноголии Польской академии наук, Еврейский университет в Иерусалиме, Тоуро колледж в Берлине, Музей Холокоста в городе Середь в Словакии, а также группа Хабад-Любавич в Польше.
Территорию, где сотрудники музея проводили археологические исследования, посетили, среди прочего: директор Центра наследия Менахема Бегина в Иерусалиме Герцель Маков, посол США в Польше Марк Бжезинский и посол Израиля в Польше Яков Ливне. На студийный визит в музей приезжали представители еврейских институтов из Эстонии и США. В августе 2022 года гостями музея были исследовательницы из Музея истории Украины во Второй мировой войне, которые приняли участие в семинаре «Работа Музея войны во время войны», посвящённом работе киевского музея во время войны России в Украине.